# Nawaf al-Ahmad al-Jabir al-Sabah
Nawaf al-Ahmad al-Jabir al-Sabah, född 25 juni 1937 i Kuwait City, död 16 december 2023 i Kuwait City, var Kuwaits regerande emir från 30 september 2020 till sin död. Han efterträdde sin halvbror Sabah al-Ahmad al-Jabir al-Sabah vid tillträdet som monark. Han var dessförinnan kronprins från 7 februari 2006.